# Medalha de Memel
A Medalha Comemorativa do Retorno de Memel (Medaille zur Erinnerung an die Heimkehr des Memellandes; 22. März 1939) foi uma condecoração da Alemanha Nazista concedida durante o período entreguerras, a última de uma série de Medalhas de Ocupação.

## História
A Alemanha Nazista anexou a Região de Klaipėda (Território de Memel) da Lituânia em 22 de março de 1939 após um ultimato. Em 23 de março, a ocupação da cidade e do distrito foi realizada por tropas do Exército Alemão. Esta área da Prússia Oriental, com 160.000 habitantes, foi entregue à Lituânia após a Primeira Guerra Mundial  Para comemorar a ocupação, a "Medalha de Memel" foi autorizada em 1º de maio de 1939. Foi concedido até 31 de dezembro de 1940. No total, foram concedidas 31.322 medalhas. 
O uso de condecorações da era nazista foi proibido em 1945. A Medalha de Memel não estava entre os prêmios reautorizados para uso oficial pela República Federal da Alemanha em 1957. 

## Projeto
A medalha foi desenhada pelo Professor Richard Klein. Embora o anverso fosse o mesmo das duas medalhas de ocupação anteriores, o reverso tinha a inscrição "Zur Erinnerung an die Heimkehr des Memellandes 22. März 1939" (Para comemorar o retorno do Distrito de Memel. 22 de março de 1939), cercado por uma coroa de folhas de carvalho.  O prêmio foi entregue a todos os militares, políticos e civis que participaram da entrada em Memel em 22 de março de 1939, e aos nazistas locais que trabalharam pela união com a Alemanha. 
A medalha foi cunhada em bronze e usada acima do bolso esquerdo da túnica suspensa por uma fita branca com uma faixa verde no meio e duas faixas vermelhas de cada lado, as cores históricas da Lituânia Menor. 